# Resident Evil: Deadly Silence
Resident Evil: Deadly Silence, Biohazard: Deadly Silence (バイオハザード デッドリーサイレンス, Baiohazādo Deddorī Sairensu) au Japon, est un jeu vidéo du genre survival horror sorti sur Nintendo DS en 2006. Il s'agit d'un portage de Resident Evil sorti sur PlayStation.

## Système de jeu
Resident Evil: Deadly Silence propose deux modes de jeu :
- Un mode « Classic », qui reprend trait pour trait la première version sortie sur PlayStation ;
- Un mode « Revival », dans lequel les possibilités de l'écran tactile sont utilisées dans des phases d'attaque inédites comme les séquences de couteaux, où l'on dirige le couteau avec l'écran tactile, et dans la résolution de certaines énigmes, et les ennemis sont plus nombreux mais plus faible.

À noter que les modèles/mouvements des personnages et autres monstres sont plus réalistes que ceux des versions PSX, Saturn ou PC, et que certaines musiques ont subi un petit relifting dans le son midi ; d'autres ont été compressées, voire découpées pour mieux rentrer dans la cartouche Nintendo DS. La compression des bruitages et des voix est aussi de mise.
La voix de Richard, membre de l'équipe Bravo, a été refaite à l’occasion uniquement pour que ce dernier puisse vous donner une certaine heure à régler sur l'horloge de la salle à manger afin de récupérer quelques munitions.
De nouveaux costumes sont aussi à souligner pour Chris, Jill et Rebecca.